# Château de Crasville-la-Rocquefort
Le château de Crasville-la-Rocquefort est une demeure du début du XVIIe siècle qui se dresse sur le territoire de la commune française de Crasville-la-Rocquefort, dans le département de la Seine-Maritime, en région Normandie.
Le château, propriété privée, est partiellement inscrit au titre des monuments historiques.

## Localisation
Le château est situé sur la commune de Crasville-la-Rocquefort, dans le département français de la Seine-Maritime.

## Historique
À l'origine se dressait ici un château, possession au XIIIe siècle du comte Guillaume de Varenne, qui fut détruit au Moyen Âge.
La terre de Crasville, passée par alliance aux Sainte-Beuve, puis à Robert d'Estouteville, est acquise au XVIe siècle par la famille de Rocquigny, dont les héritiers la conserveront jusqu'au XIXe siècle.
Le château actuel, ruiné au cours des guerres de Religion, a été reconstruit et agrandi dans les premières années du XVIIe siècle (1602) par Jean de Rocquigny et Isabelle Le Carpentier, ou Jacques de Rocquigny.
En 1876, le domaine est acquis par le vicomte de Montfort, sénateur de Seine-Maritime.

## Description
La construction est bâtie en grès et brique et est bâtie en style Henri IV-Louis XIII. Ses gros murs sont ceux d'une gentilhommière du milieu du XVIe siècle, ruinée par les guerres de Religion.
Les deux façades sont similaires.
Le parc contient une ancienne motte castrale, entourée de ses fossés, des XIe – XIIe siècles.
Le colombier est daté de la fin du XVIe siècle.

## Protection
Les façades et toitures du château (à l'exclusion de l'aile du XIXe siècle), ainsi que des deux pavillons d'entrée et du colombier sont inscrites au titre des monuments historiques par arrêté du 30 mars 1978.

## Pour approfondir